# 晓南镇
晓南镇，是中华人民共和国辽宁省铁岭市调兵山市下辖的一个乡镇级行政单位。

## 行政区划
晓南镇下辖以下地区：
孤山子社区、东升社区、春晓社区、宋荒地村、四家子村、张庄村、景荒地村、锁龙沟村、望山村、高力沟村、项荒地村、前孤山子村、泉眼沟村、调兵山工业园区社区和铁岭市煤化工产业开发区社区。